# Часопис КУШ!
Часопис КУШ! или Културно-уметнички шпајз је српски онлајн часопис који се бави темама из уметности и културе – књижевности, музике, ликовних уметности, филма, позоришта и филозофије. Главна уредница је историчарка уметности Јована Николић. Основан је 2016. године у Београду.  Први број изашао је 7. фебруара 2016. године. Часопис излази једном месечно. Тим часописа КУШ! чине студенти и млади стручњаци друштвених наука и уметничких факултета. Од 17. броја, који је изашао у јуну 2017. године, насловну страну часописа дизајнирају млади илустратори. Часопис функционише на волонтерској основи, укључујући уредништво, ауторе, дизајнере, илустраторе и друге сараднике.

## Чланови редакцијe
Поред уреднице Јоване Николић која је и ауторка неколико рубрика у часопису, остали чланови редакције су аутори, лектори, дизајнери и илустратори – Игор Белопавловић, Тамара Живковић, Ана Самарџић, Александра Вујић, Невена Стајковић, Павле Р. Срдић, Сања Глигорић, Јована Лукић, Срећко Радивојевић, Ана Лончар, Марија Божовић, Милица Марковић Острогонац, Соња Ристић, Ирена Радовановић, Александра Биро, Ивана Павићевић, Љиљана Ђајић, Марко Весић и Јефимија Коцић. Раду часописа допринели су и аутори, дизајнери и илустратори – Филип Абрамовић, Урош Вученовић, Марко Коларовић, Дарио Лаиншчак, Андреј Пиповић, Анђелка Настић, Даница Чудић, Јелена Свилкић, Тина Арсенијевић, Дуња Савић, Јелена Круљ и многи други.     

## Сталне рубрике
Часопис КУШ! има неколико сталних и повремених рубрика. Сталне рубрике су:
- Млади и креативни – у оквиру које се представљају креативни појединци, пројекти или организације везане за неку од области којима се часопис бави.

- Слика месеца – у којој се приказује једно занимљиво, или мање познато, уметничко дело.
- Читам и скитам – рубрика која се бави различитим темама из књижевности, културе читања и света књига.
- Приказ књиге – у оквиру којег се представља једно савремено књижевно дело, публиковано у претходних десетак година.
- Из угла музике – рубрика у којој се налазе текстови везани за историју и теорију музике, као и савремену музичку сцену.
- Из ризнице хитова – сваког месеца читаоцима представља по једну музичку нумеру чији настанак прате необични и занимљиви догађаји.

- О позоришту – рубрика у оквиру које аутори пишу приказ и критику актуелних представа које се могу видети у Београду и другим градовима Србије.
- Велико платно и мали екран – представља сличну критику савремених филмова и серија.

- Приче из дугог 19. века – говоре о значајним људима, концептима, уметничким делима, научним открићима и историјским догађајима у периоду од 1789. године до 1914. (одреднице феномена „дуги 19. век”)

- Успутна филозофија – доноси занимљивости из света филозофије. У њој се филозофске теме објашњавају на примерима свакодневног живота.
- Приказ изложбе – упућује читаоце у актуелне изложбе или сталне поставке легата, мањих и приватних музеја у Београду и Србији.
- Богови и хероји – сваког месеца упознају читаоце са по неким фантастичним или легендарним бићем из најразличитијих религија света.

- Разгледница – рубрика у којој чланови редакције деле своје утиске и импресије са путовања, с освртом на културно-уметничка места, историју и славне личности везане за поједине градове.

- Интервју – рубрика у којој чланови редакције разговарају са великим бројем значајних уметника, стваралаца и стручњака из света уметности, културе и друштвених наука.

- Детаљ за крај – рубрика у којој је представљен детаљ појединог уметничког дела, тако да се име аутора и назив композиције не помену нигде у тексту, већ да читаоци сами покушају да сазнају о ком делу и уметнику је реч.

- Стрип – на крају сваког броја налази се по једна епизода стрипа Ларпурлартизам која прати догодовштине антропоморфног комарца Кескифа, неуспешног сликара, великог љубавника, заљубљеника у вино, Италију и жене, у Паризу крајем 19. века.

## Привремене рубрике
Током досадашњих пет година постојања, часопис је објављивао и привремене рубрике које су се бавиле одређеним, уже оријентисаним темама: 
- Како читати музику – о књижевним делима као инспирацији музичким ствараоцима.
- Седам светских чуда – историјски, уметнички и културни приказ седам светских чуда старог века.
- Митологија зодијака – у оквиру које је објашњено митолошко порекло сваког хороскопског знака.

- Овидијеве метаморфозе – рубрика од дванаест текстова који су објављени током 2018. године, уочи јубилеја две хиљаде година од смрти песника Овидија.

- Десе(р)т за крај – доноси избор од десет уметничких дела, представљених хронолошки, које обједињује одређена тема. Рубрика је била стална у периоду од 2016. до 2020. године, а земенио ју је Детаљ за крај.

Часопис повремено у оквиру рубрике Специјал објављује текстове сарадника на различите теме из света уметности и културе, а такође расписује конкурсе за ауторску поезију, прозу, фотографију или илустрацију, након чега објављује најуспешније радове.

## Тематски бројеви
С времена на време часопис посвети цео број једној теми, преиспитујући њена различита приказивања и тумачења кроз историју и различите гране уметности. До сада обрађене теме биле су: Шекспир (3. број, април 2016. године) у част јубилеја – четиристо година од смрти Виљема Шекспира, Антика (14. број, март 2017. године), Еротика (23. број, децембар 2017. године), Спорт (31. број, август 2018. године), Маске и замена идентитета (45. број, октобар 2019. године).

## Активности
До сада часопис је сарађивао са великим бројем уметника, писаца, музиколога, студената, научника, стручњака из друштвених и хуманистичких наука. Промовисан је у Градској народној библиотеци „Жарко Зрењанин” у Зрењанину, Градској библиотеци у Панчеву, и у кафе-галеријама у Новом Саду и Београду, као и у емисији „Путовање до угла” ауторке Хане Гадомски на Радио Београду 1. 